# 1900年のガルベストン・ハリケーン
1900年のガルベストン・ハリケーン（1900 Galveston hurricane）は、1900年にテキサス州ガルベストンを高潮により壊滅させたハリケーンである。

## 概要

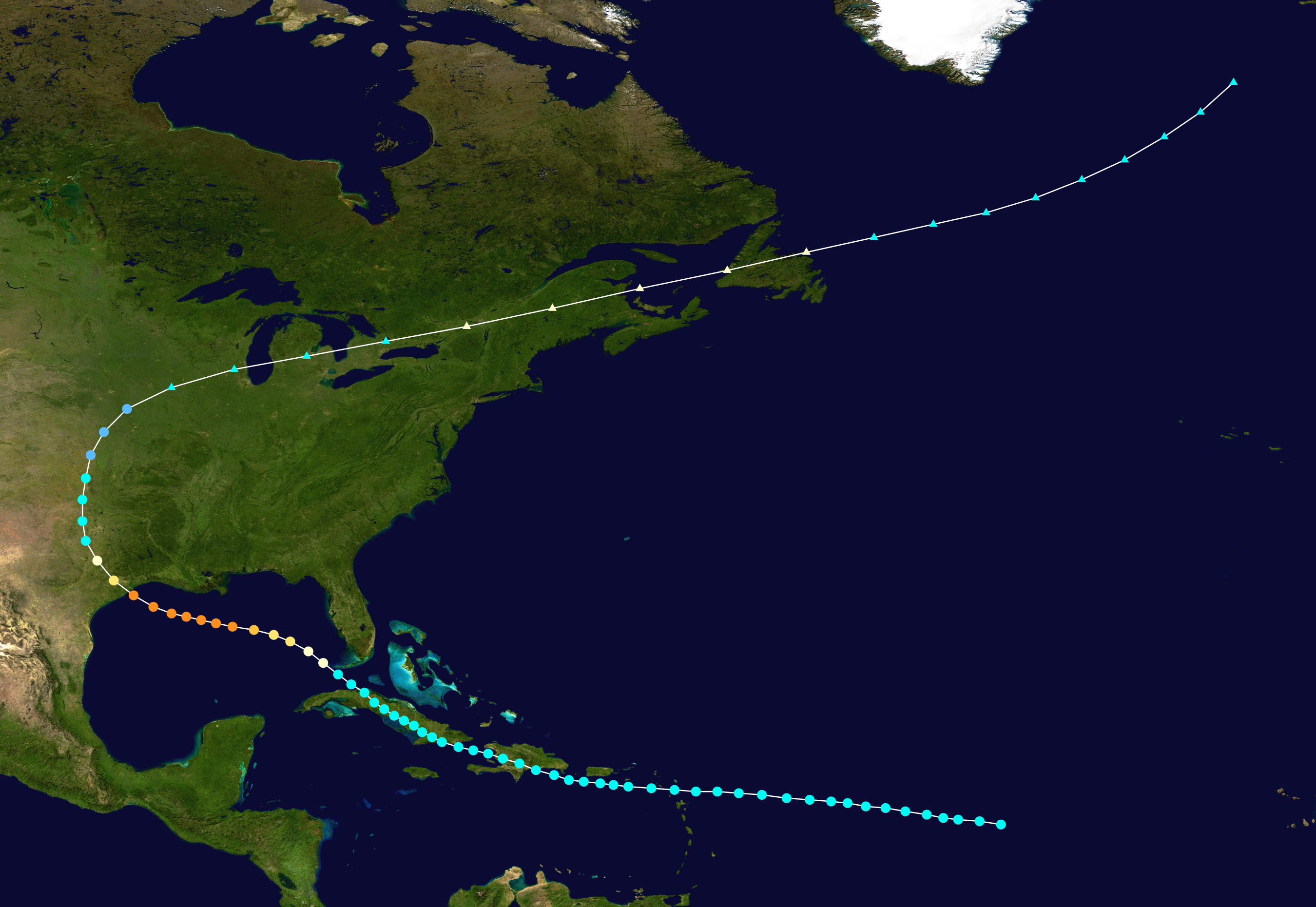
経路図

このハリケーンはカテゴリー4のハリケーンである。1900年9月8日、ガルベストンに上陸した。8〜15フィートの高潮を起こし、ガルベストン島の大部分を浸水させた。ガルベストンは標高が低いため、このハリケーンの高潮により、6000人以上（8000〜12000人）が死亡した。

## 映像

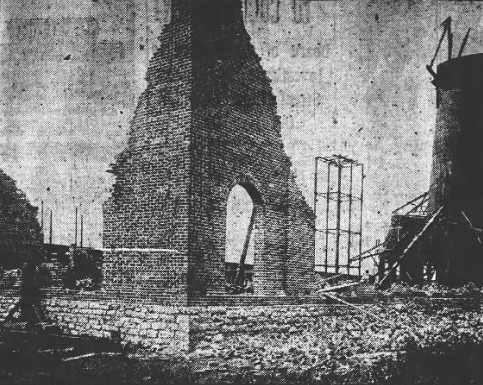
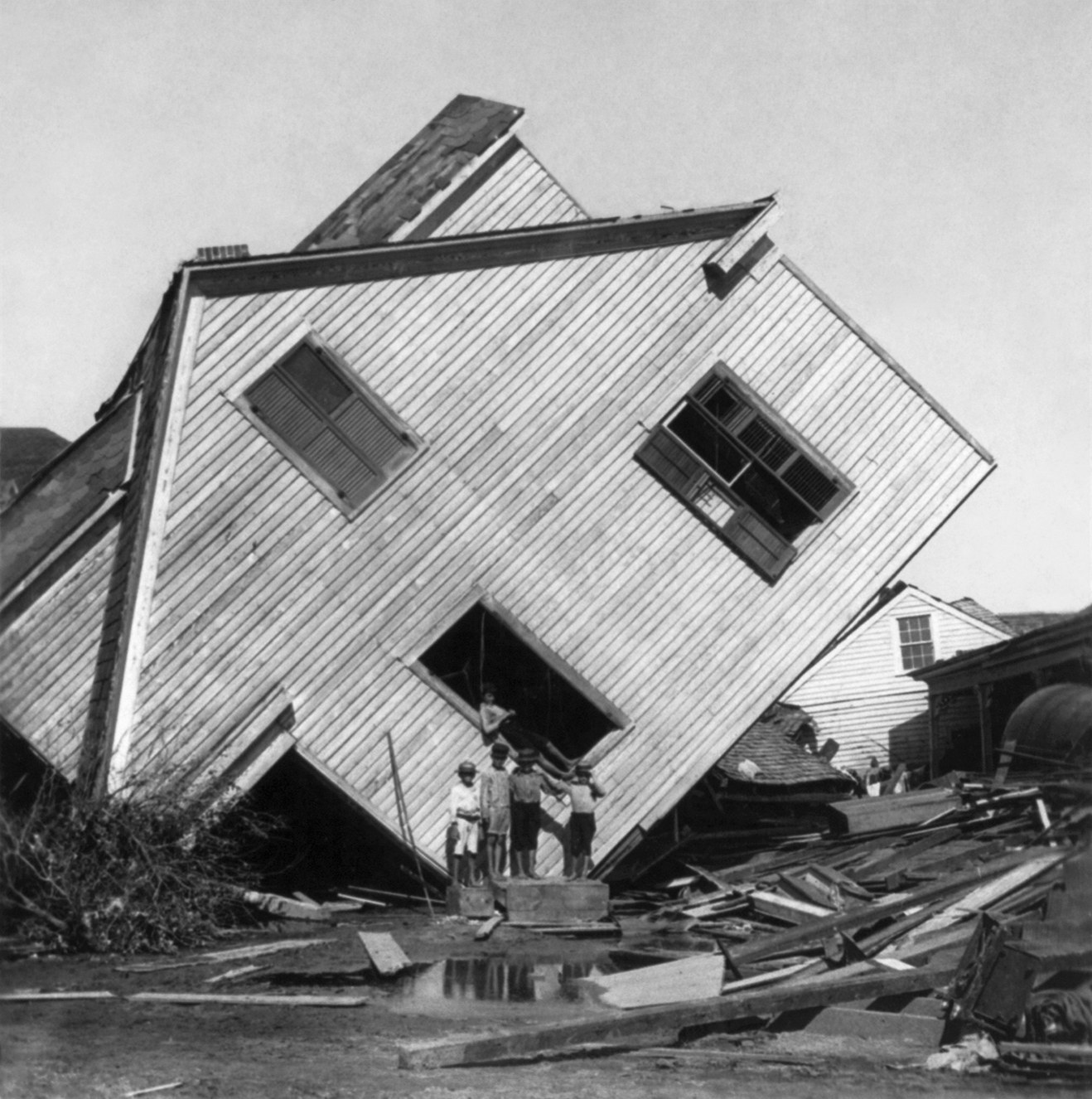
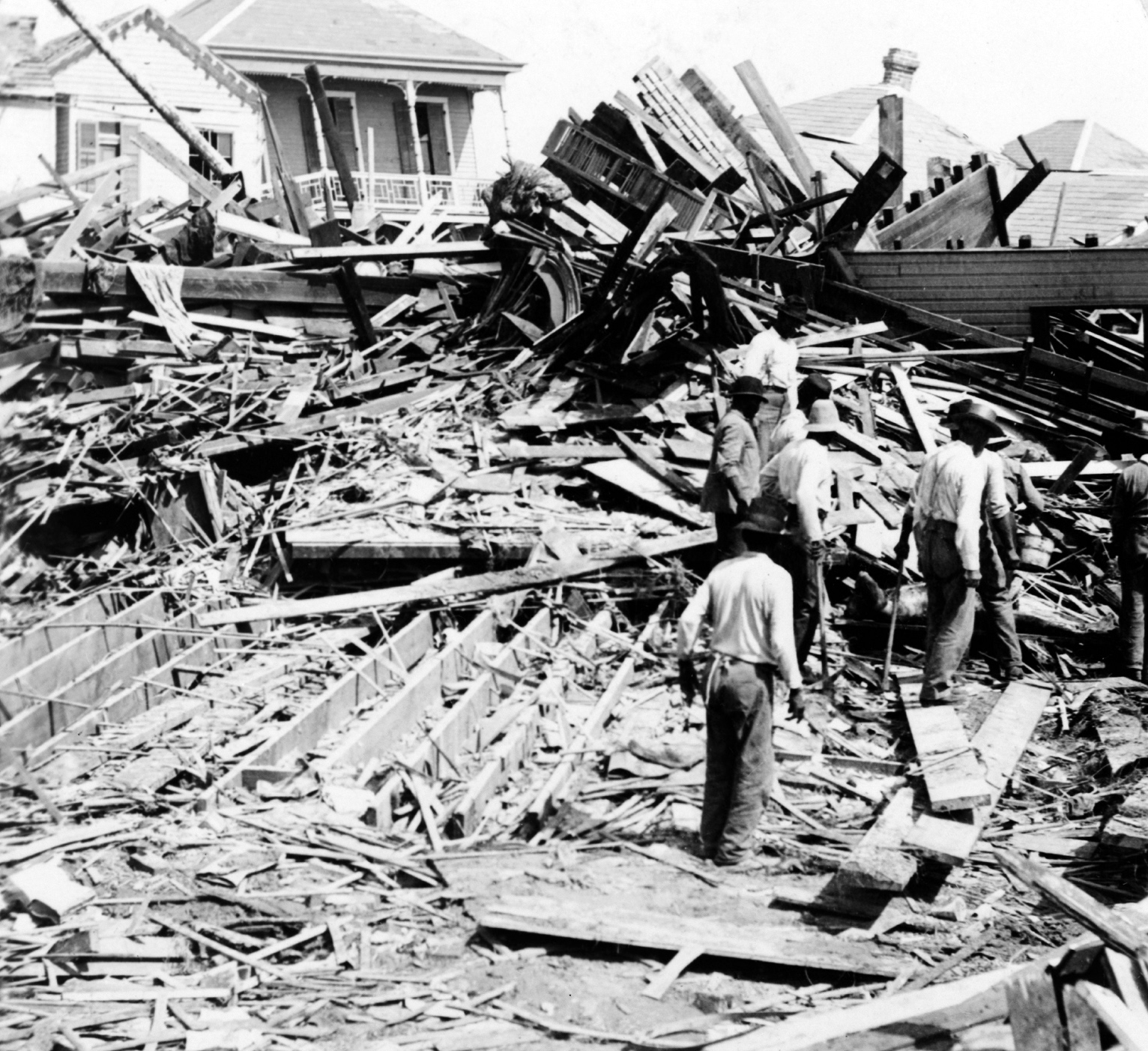
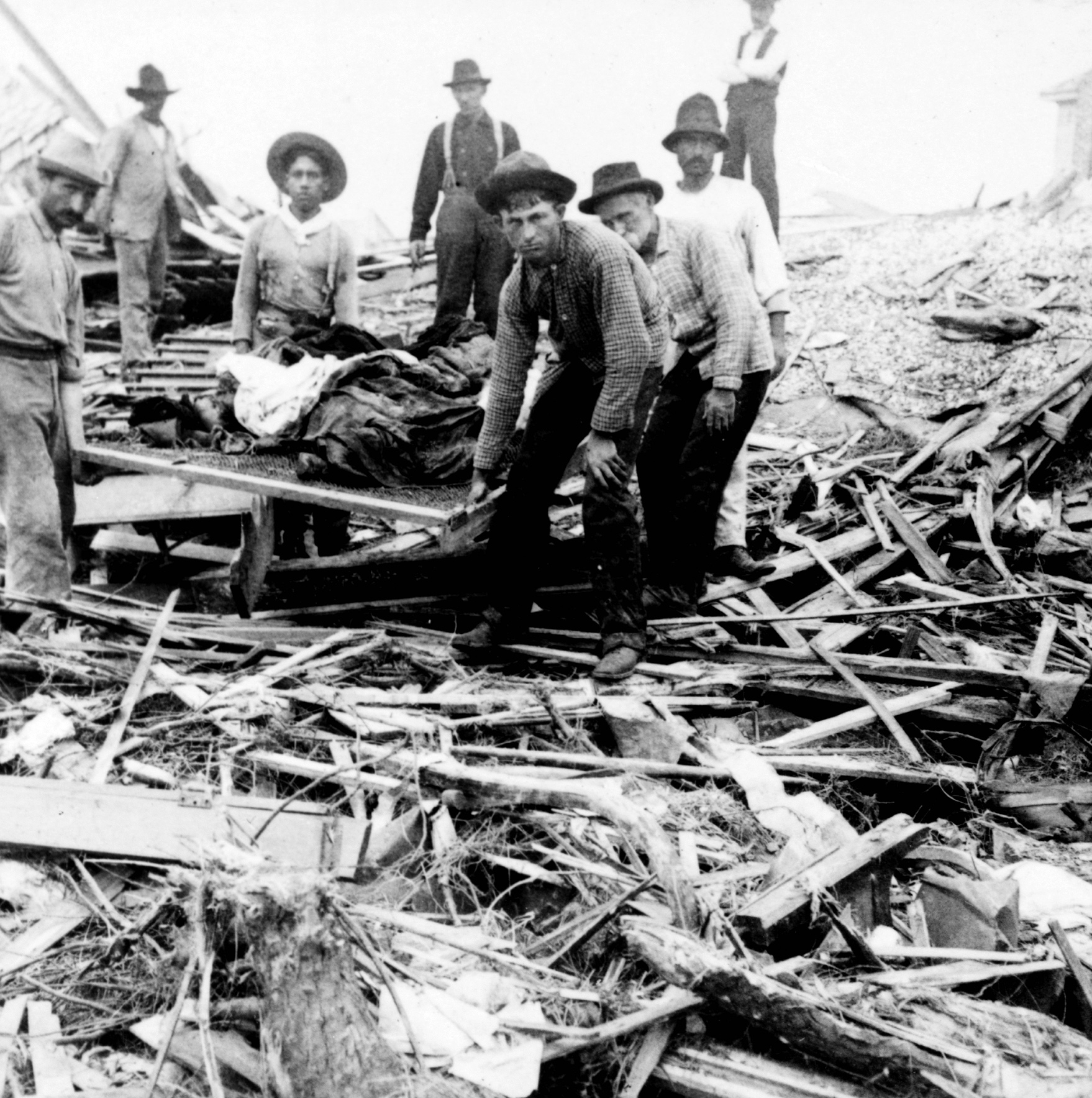
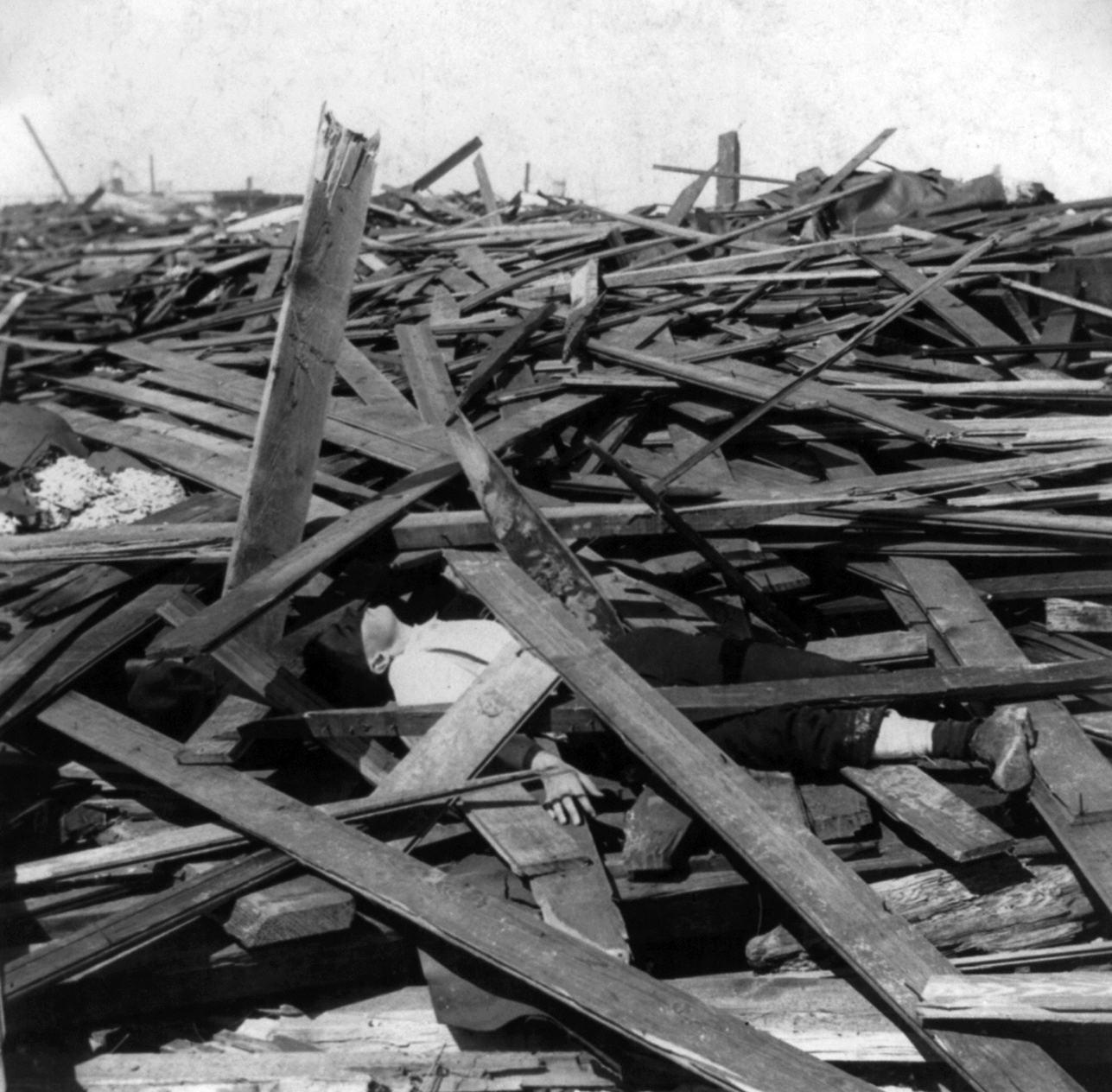
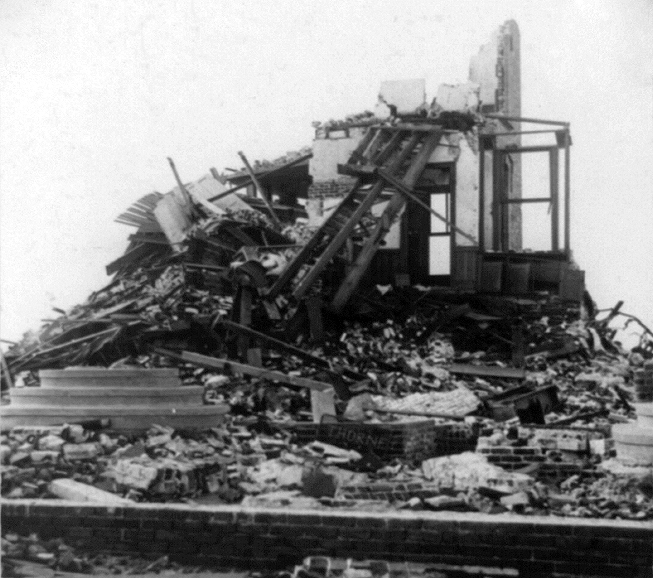
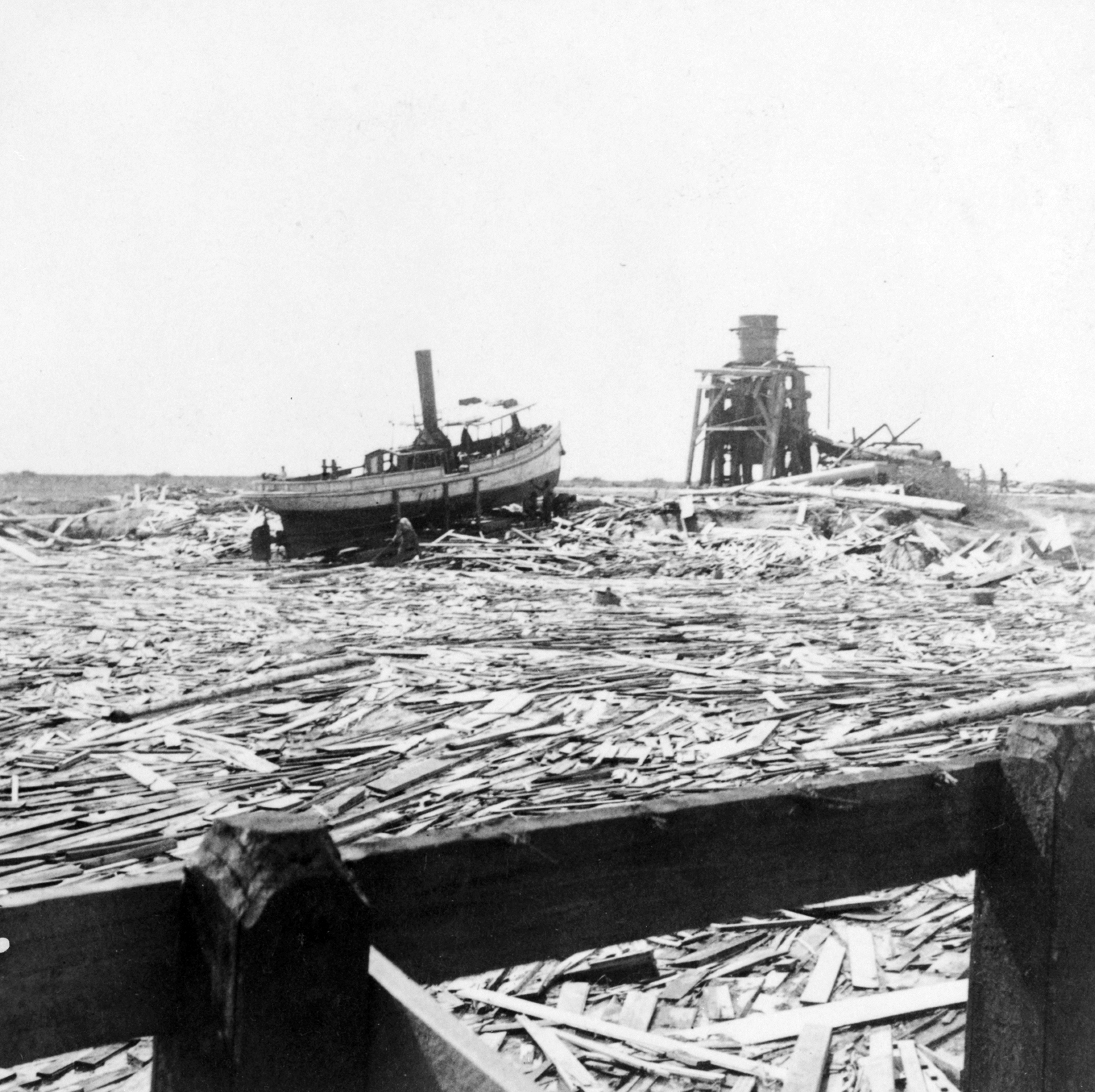
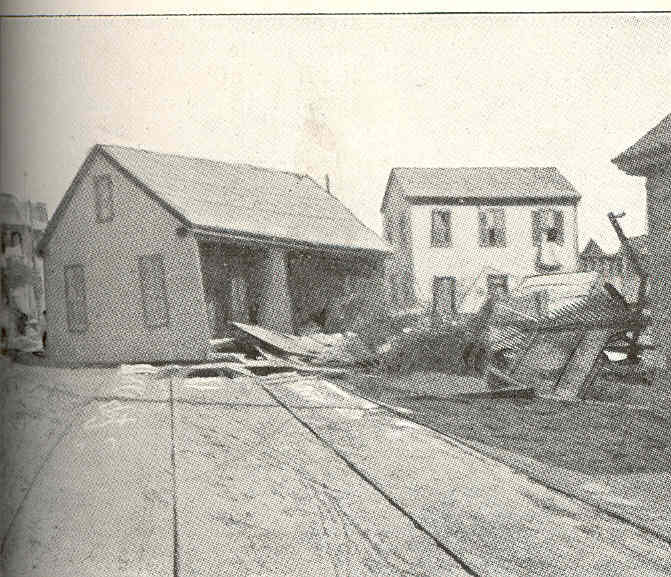
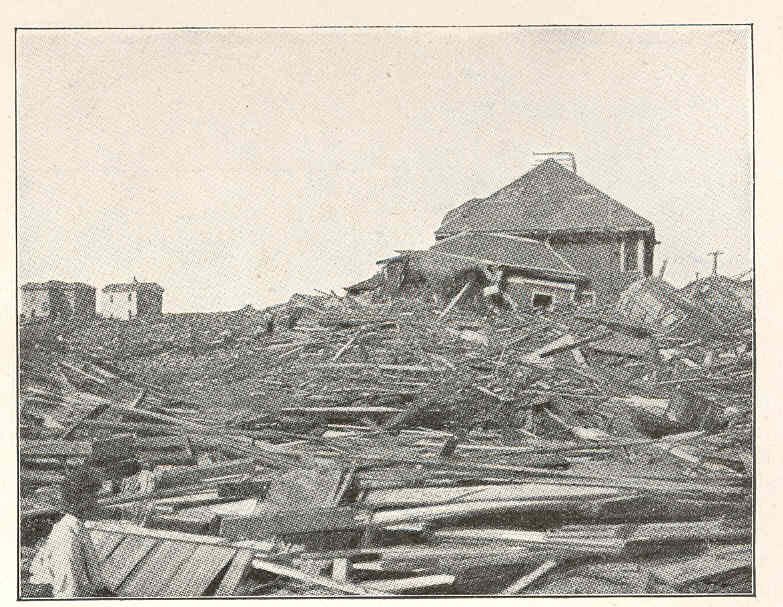
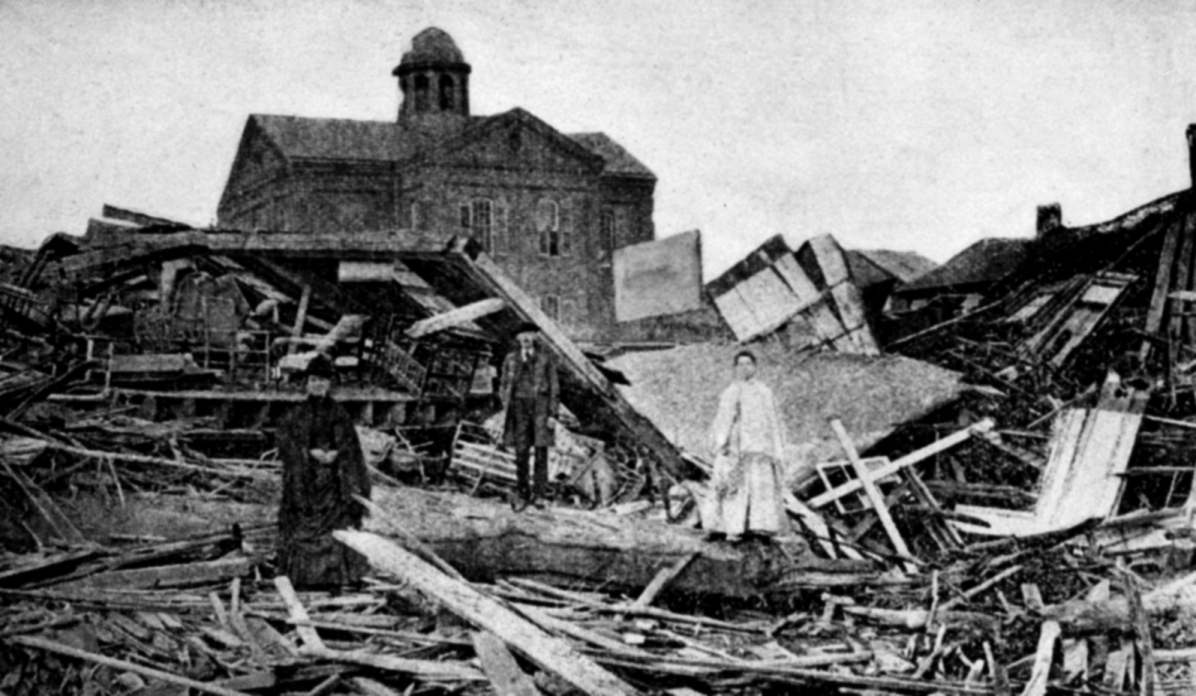
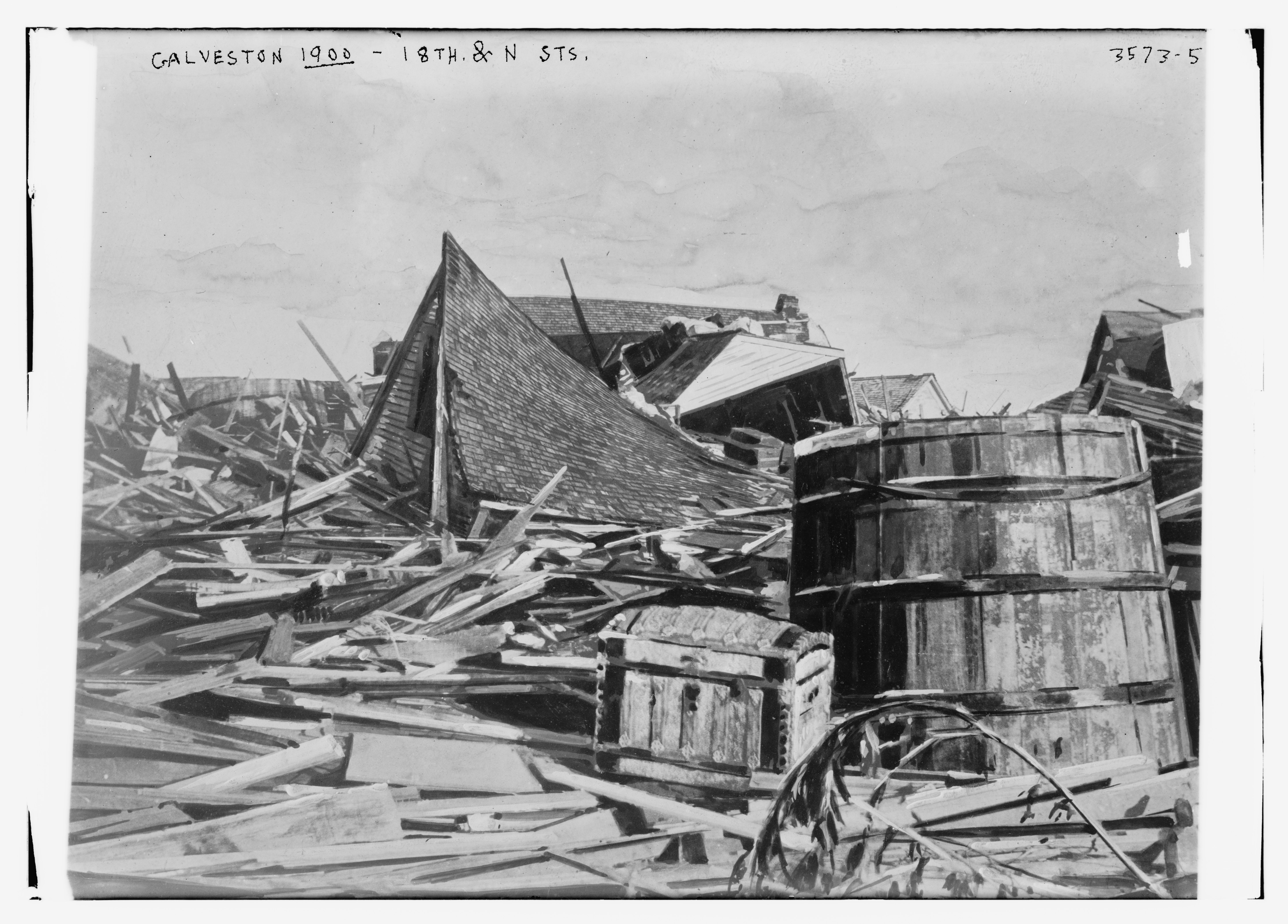
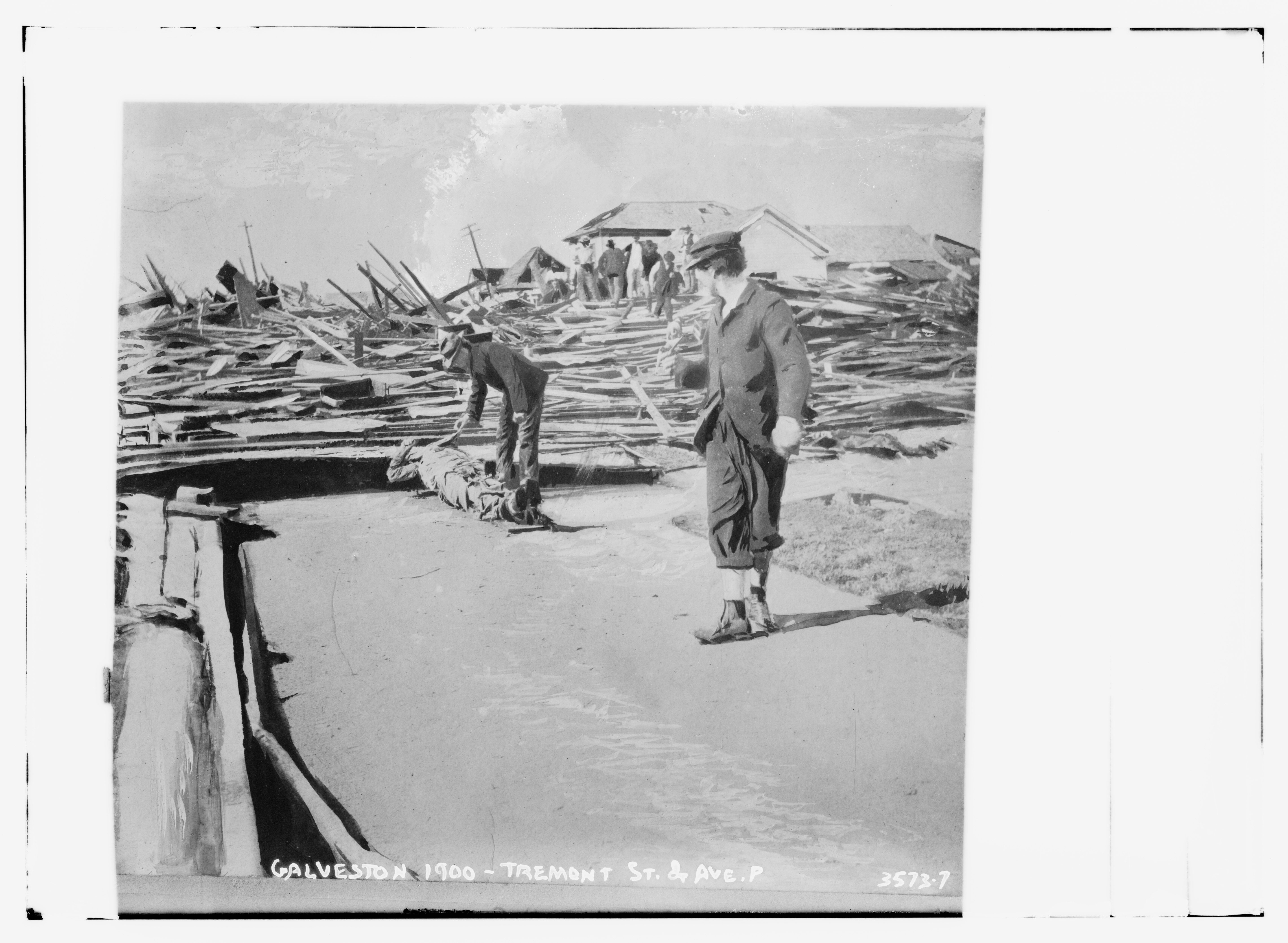
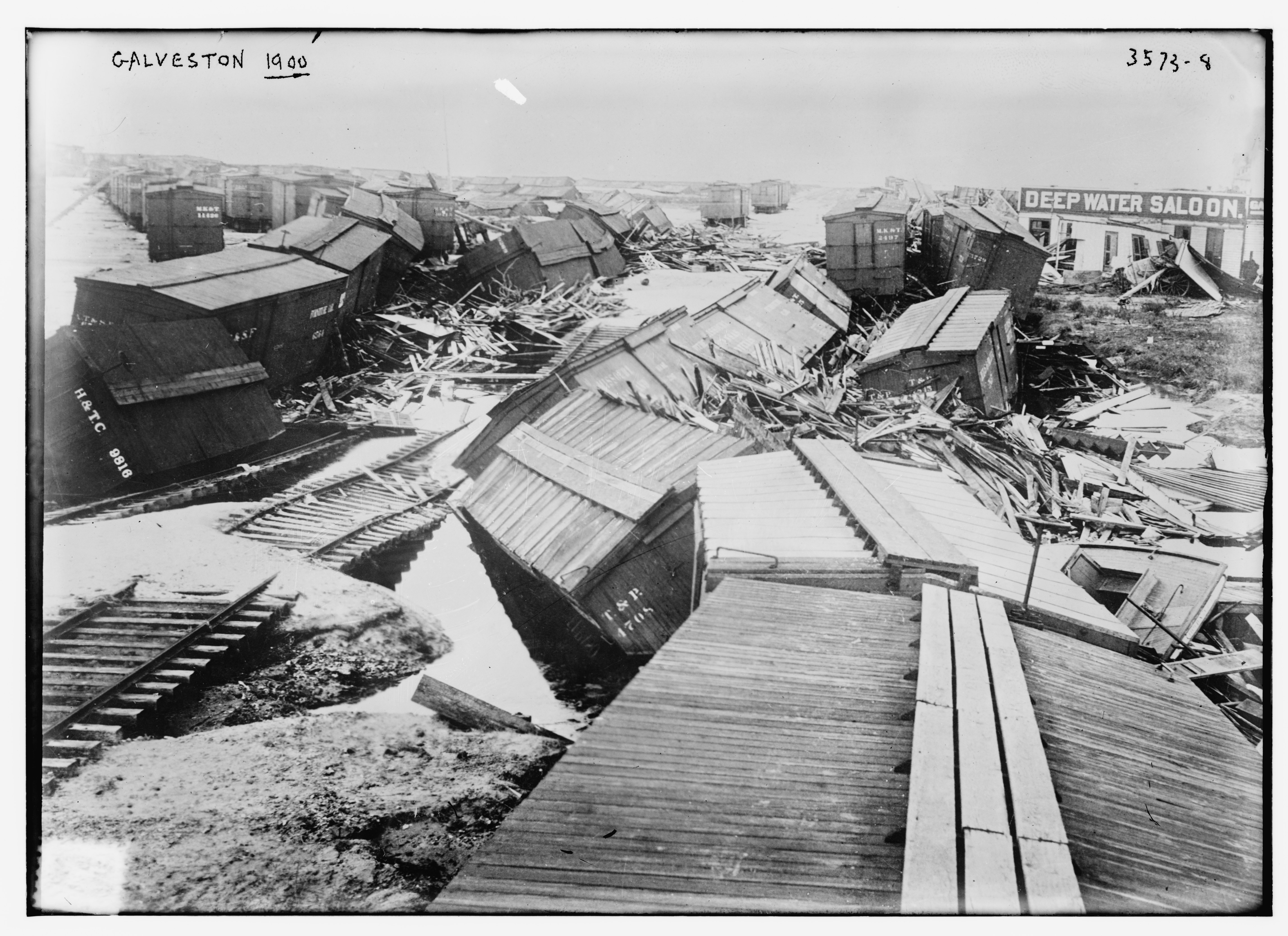
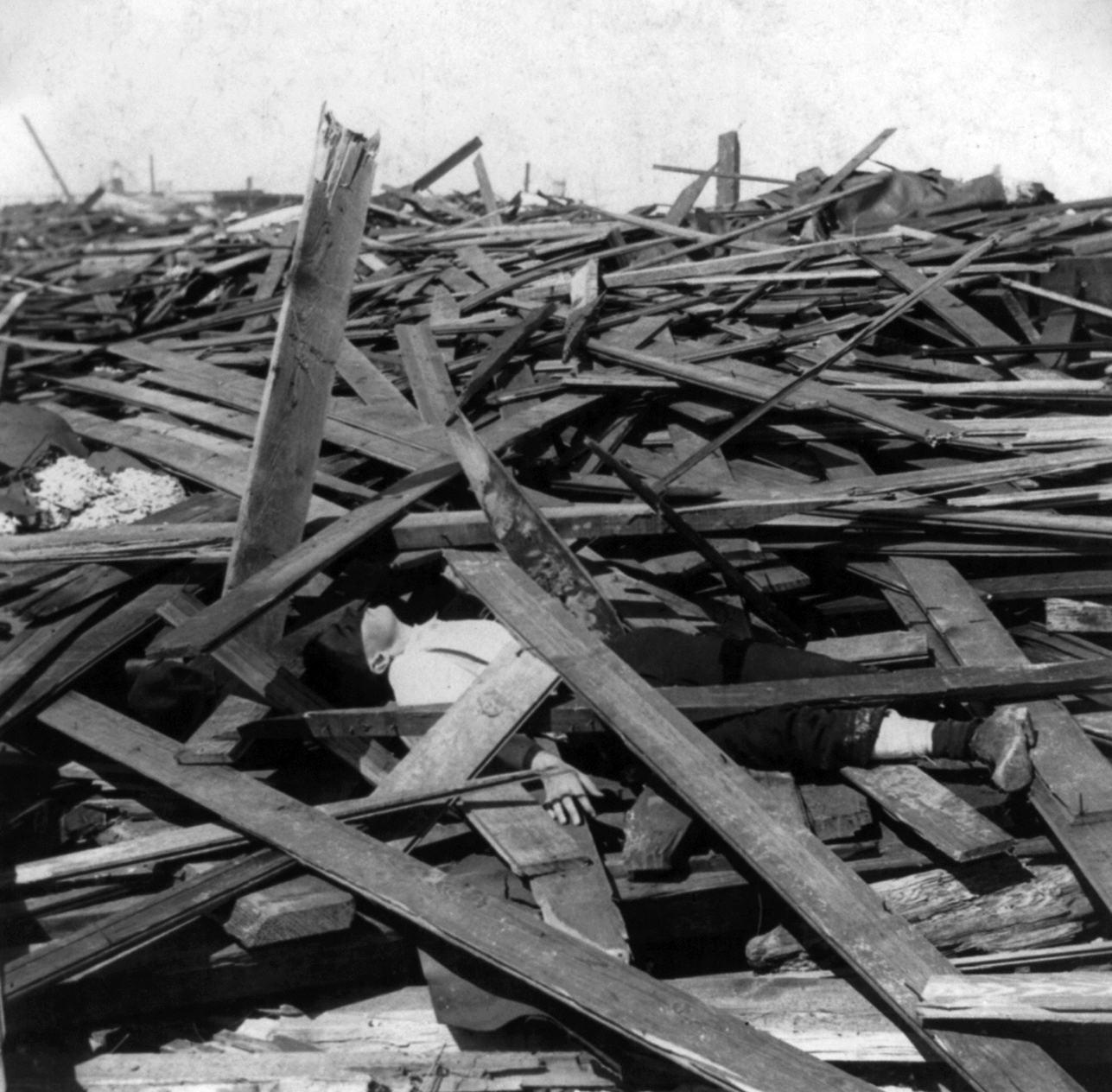
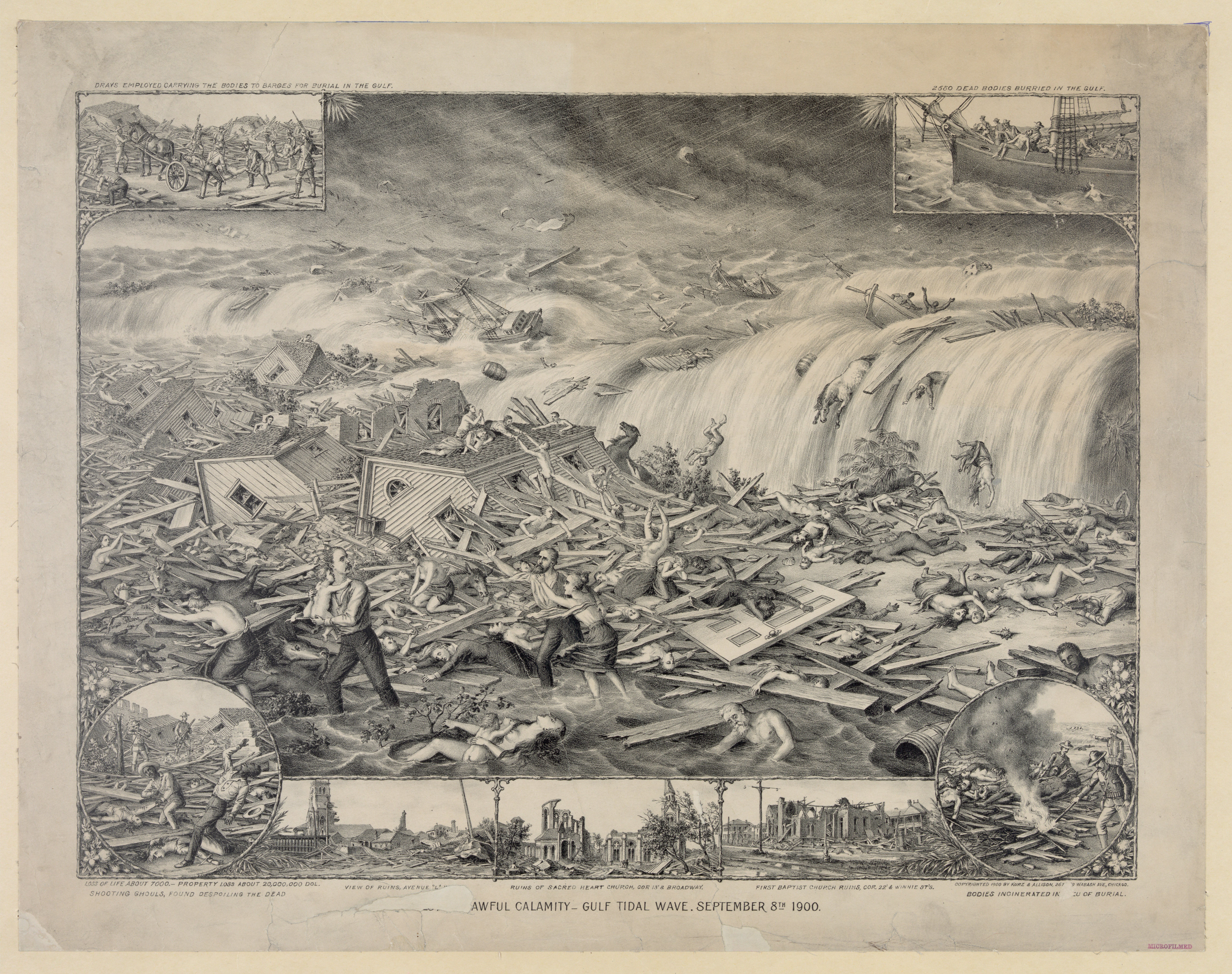
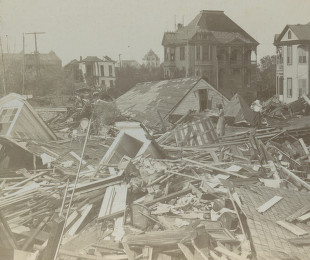
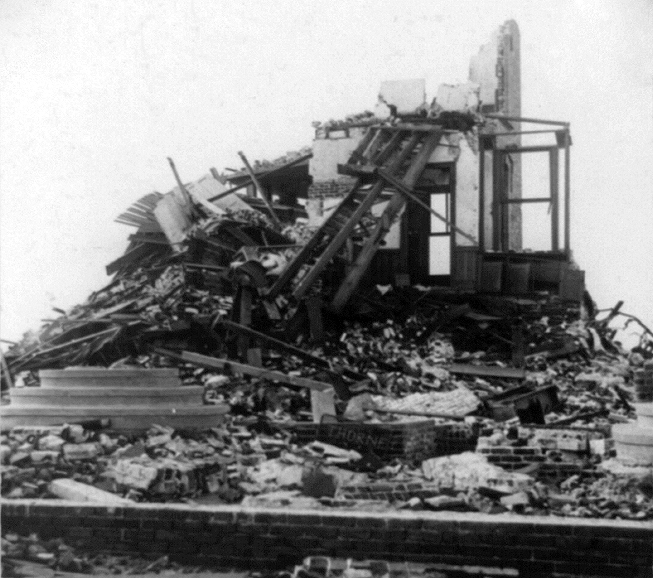
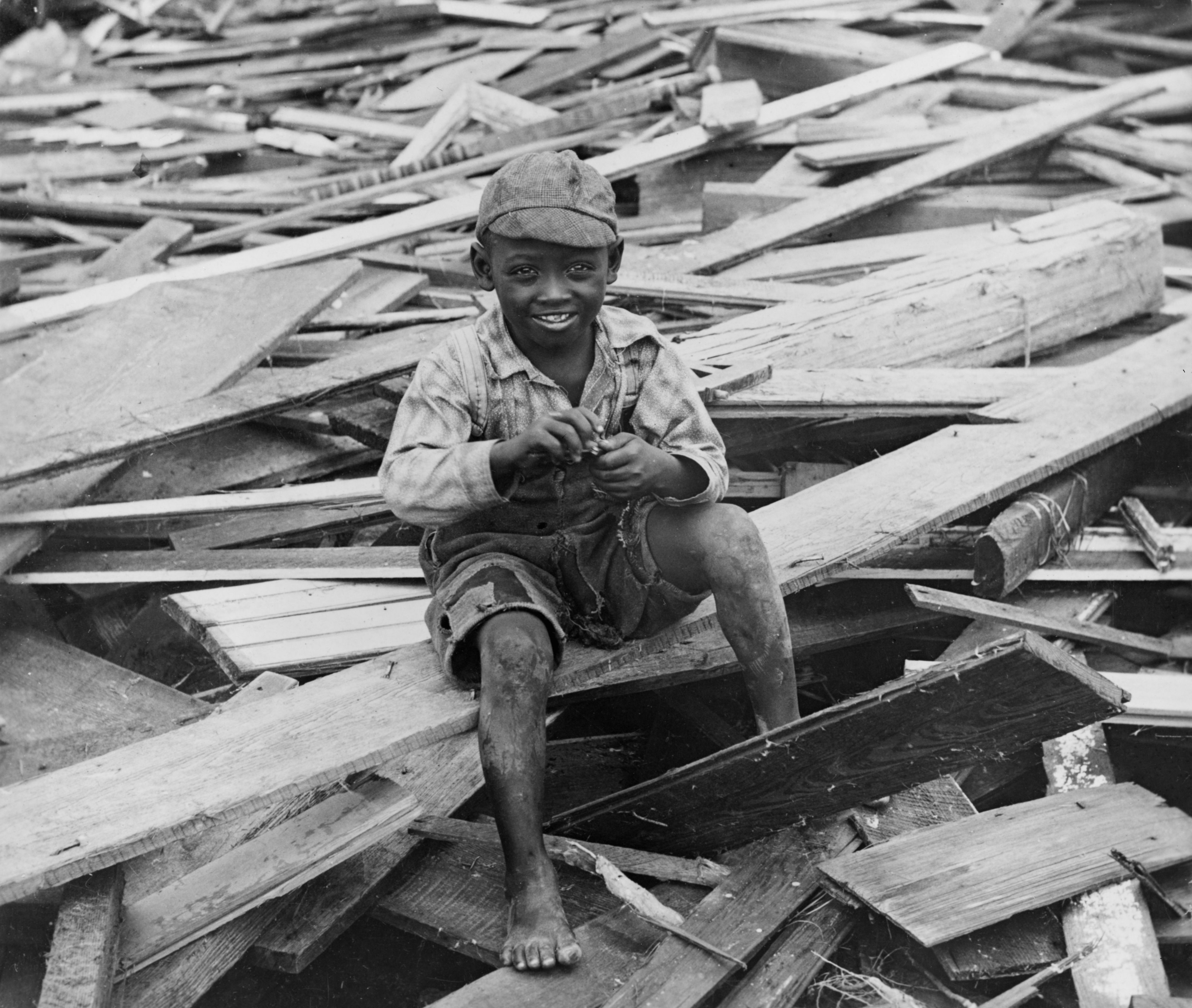
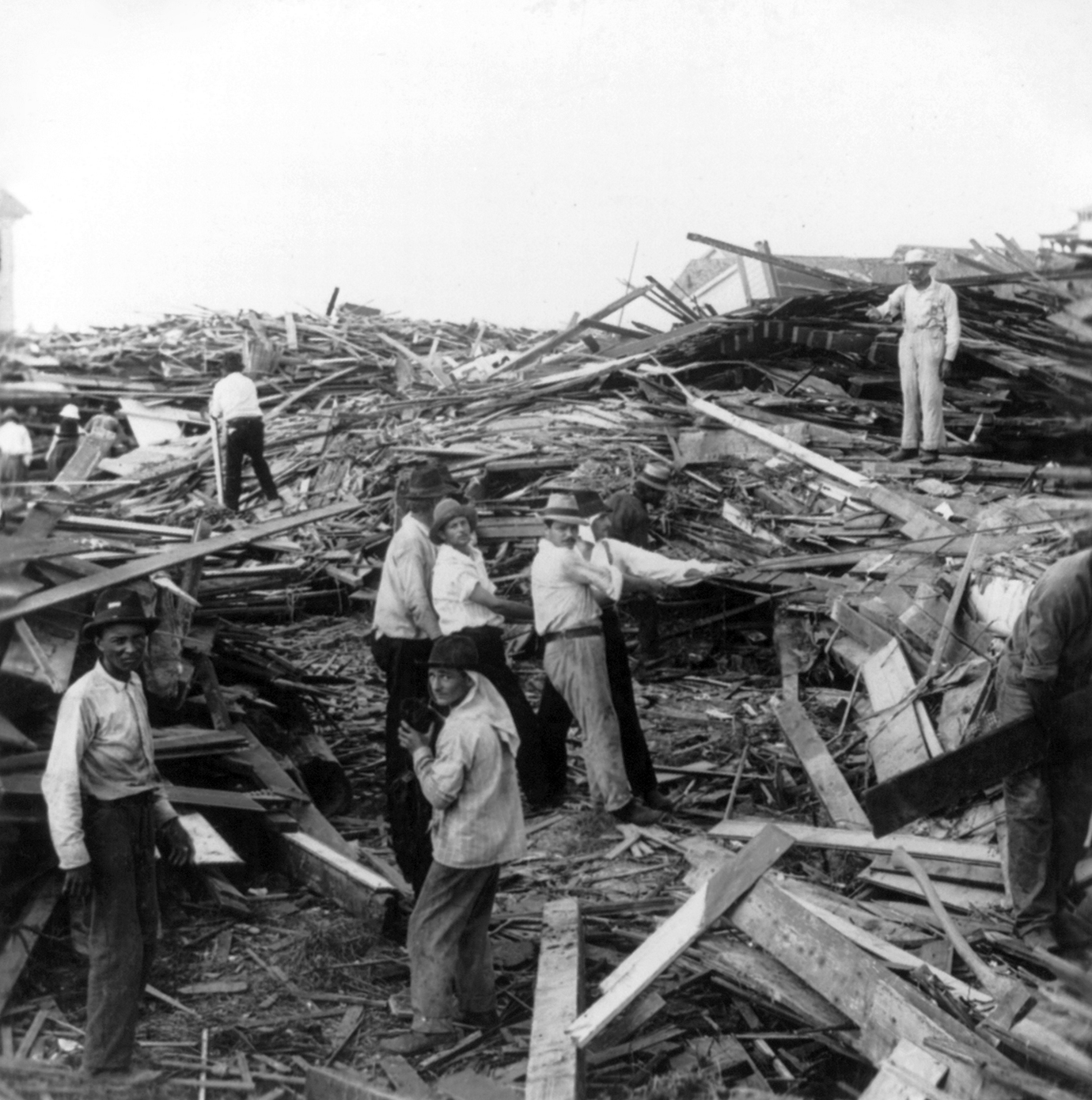
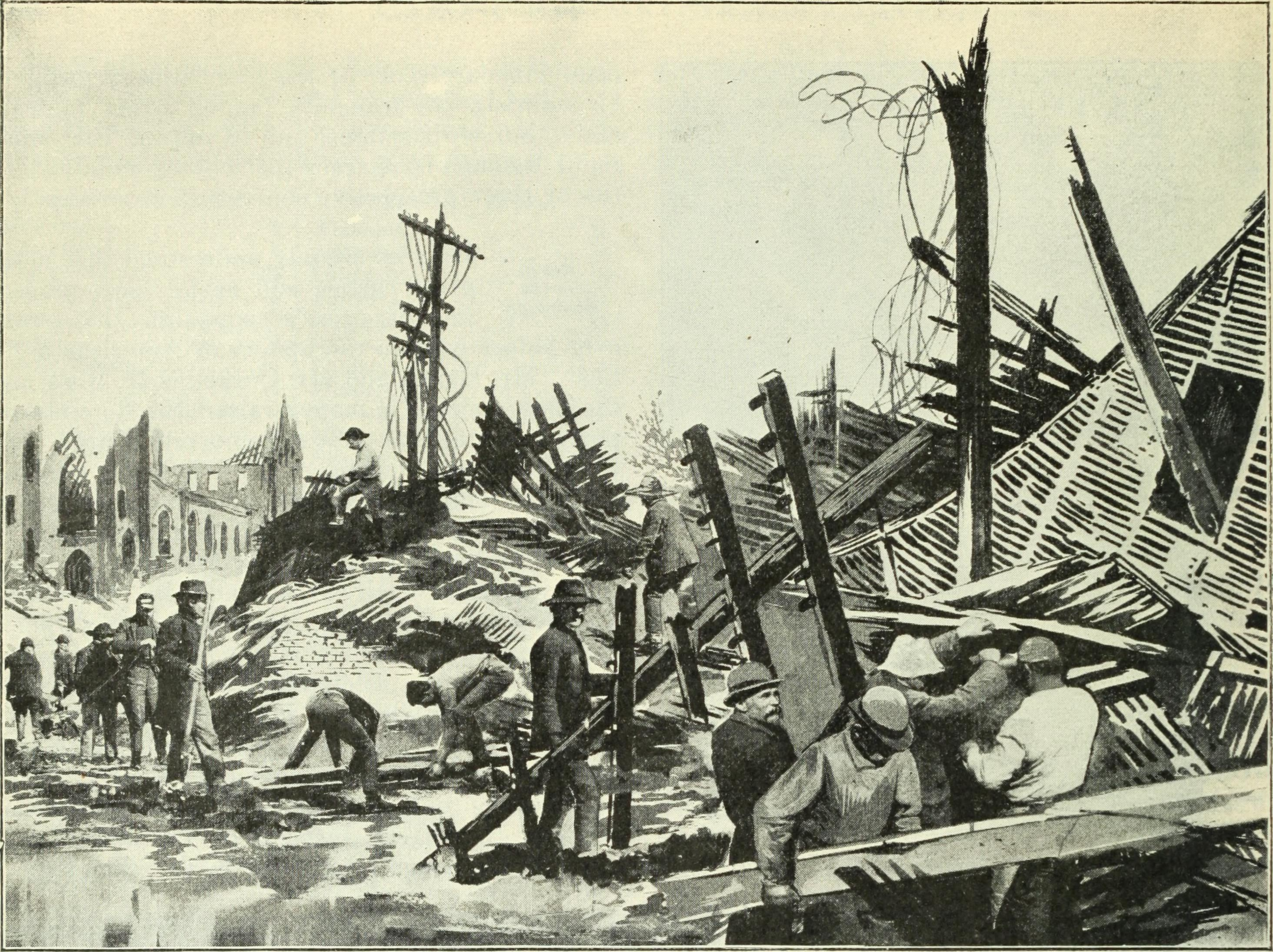
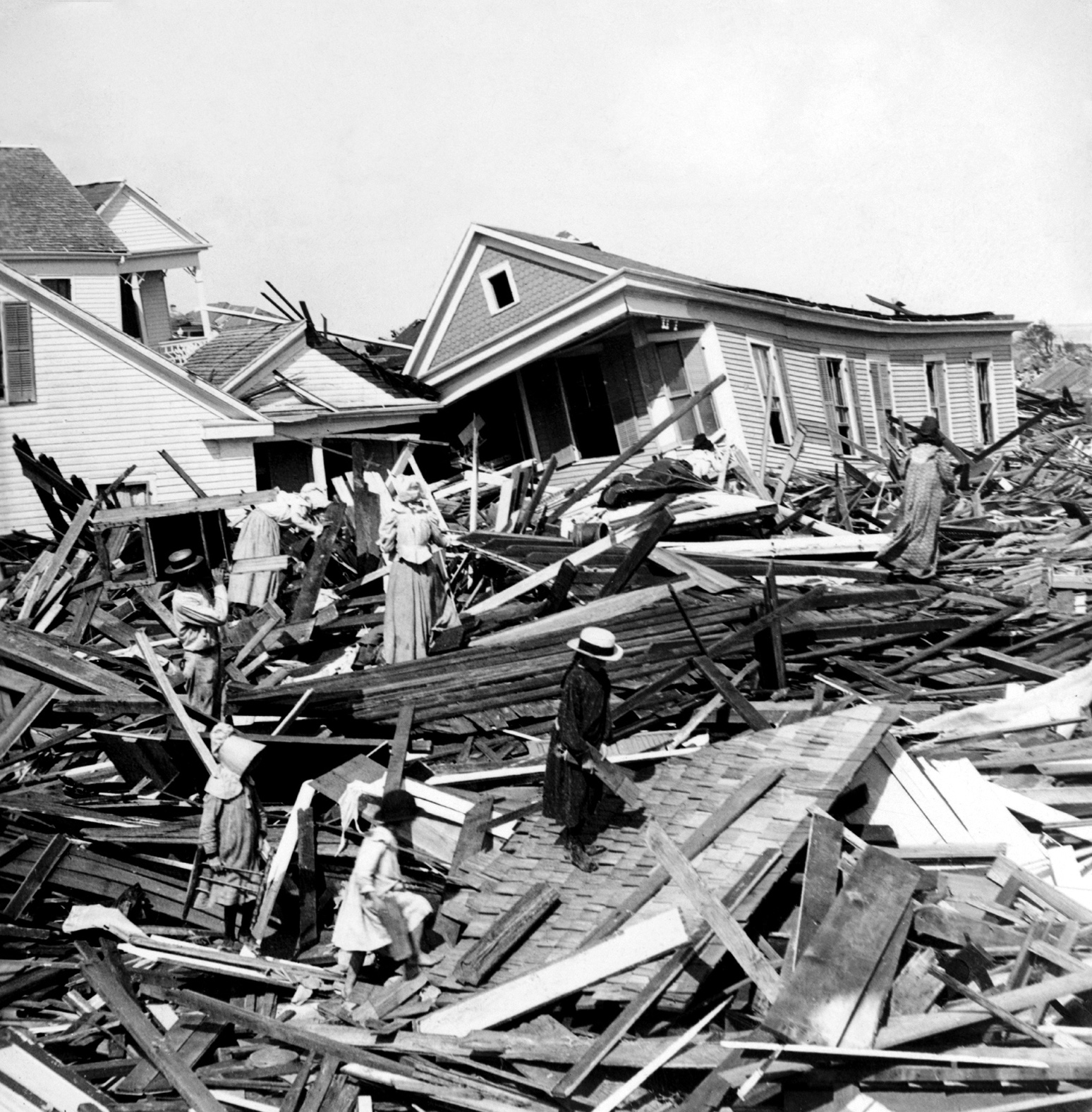
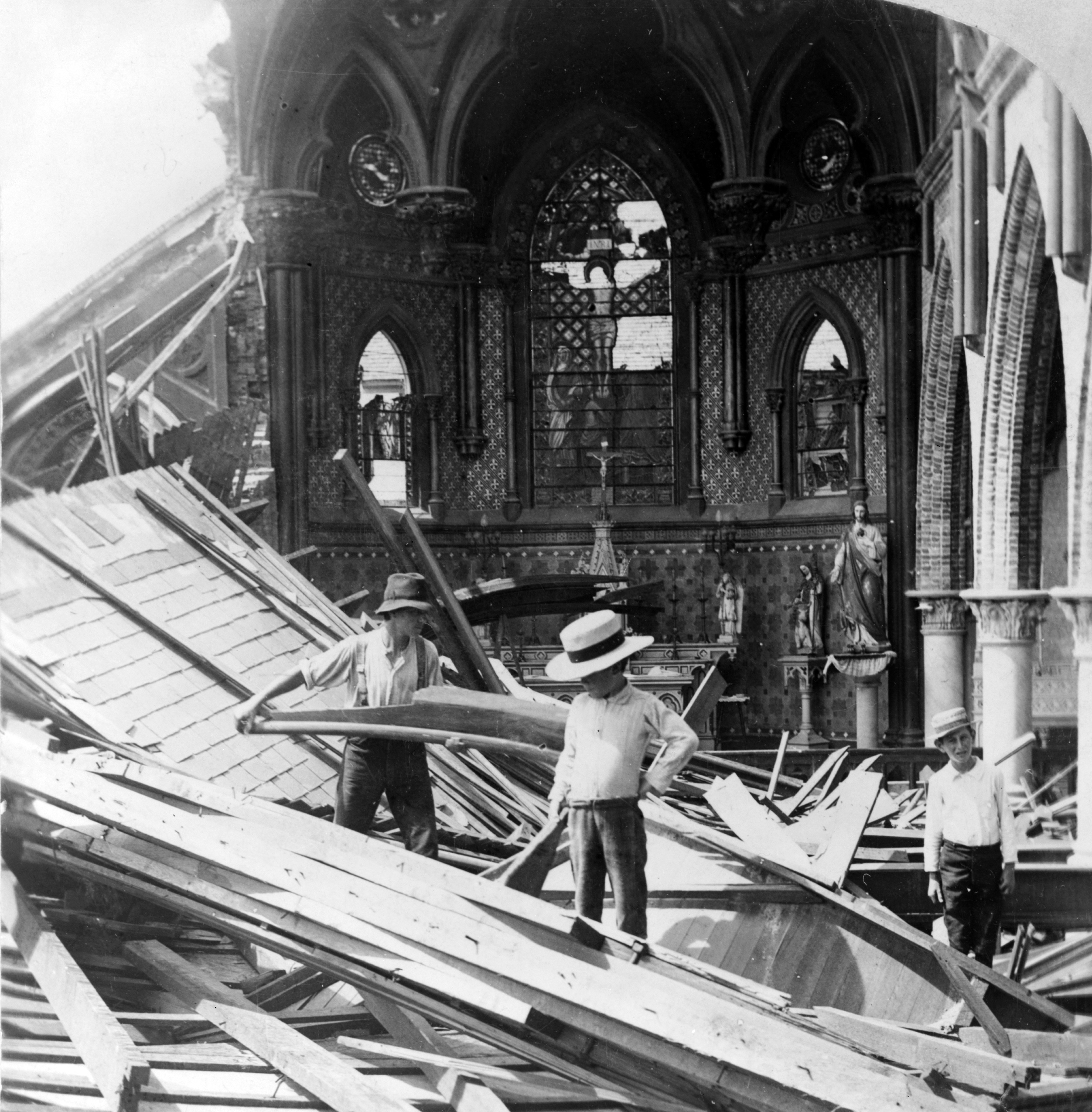
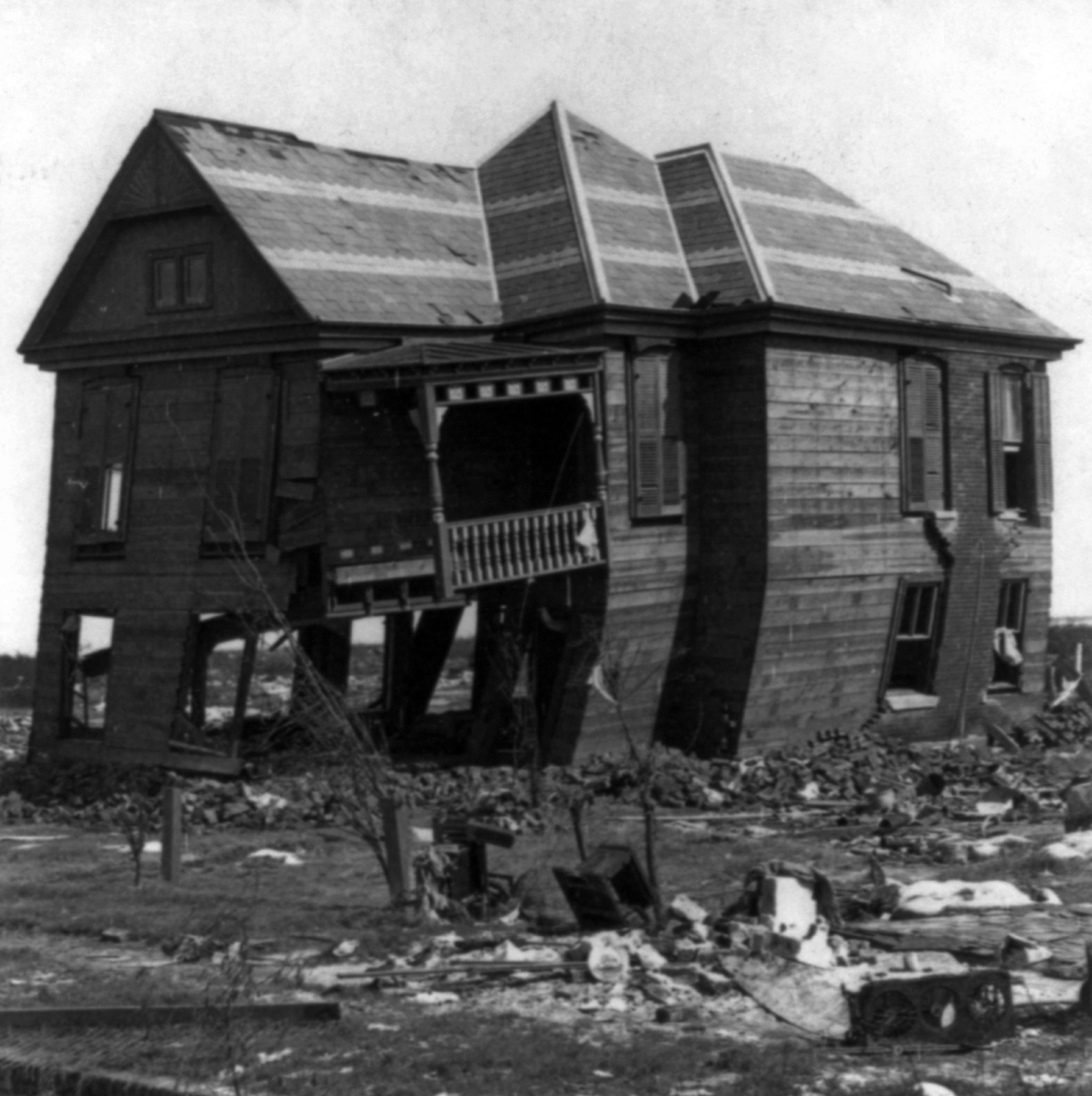
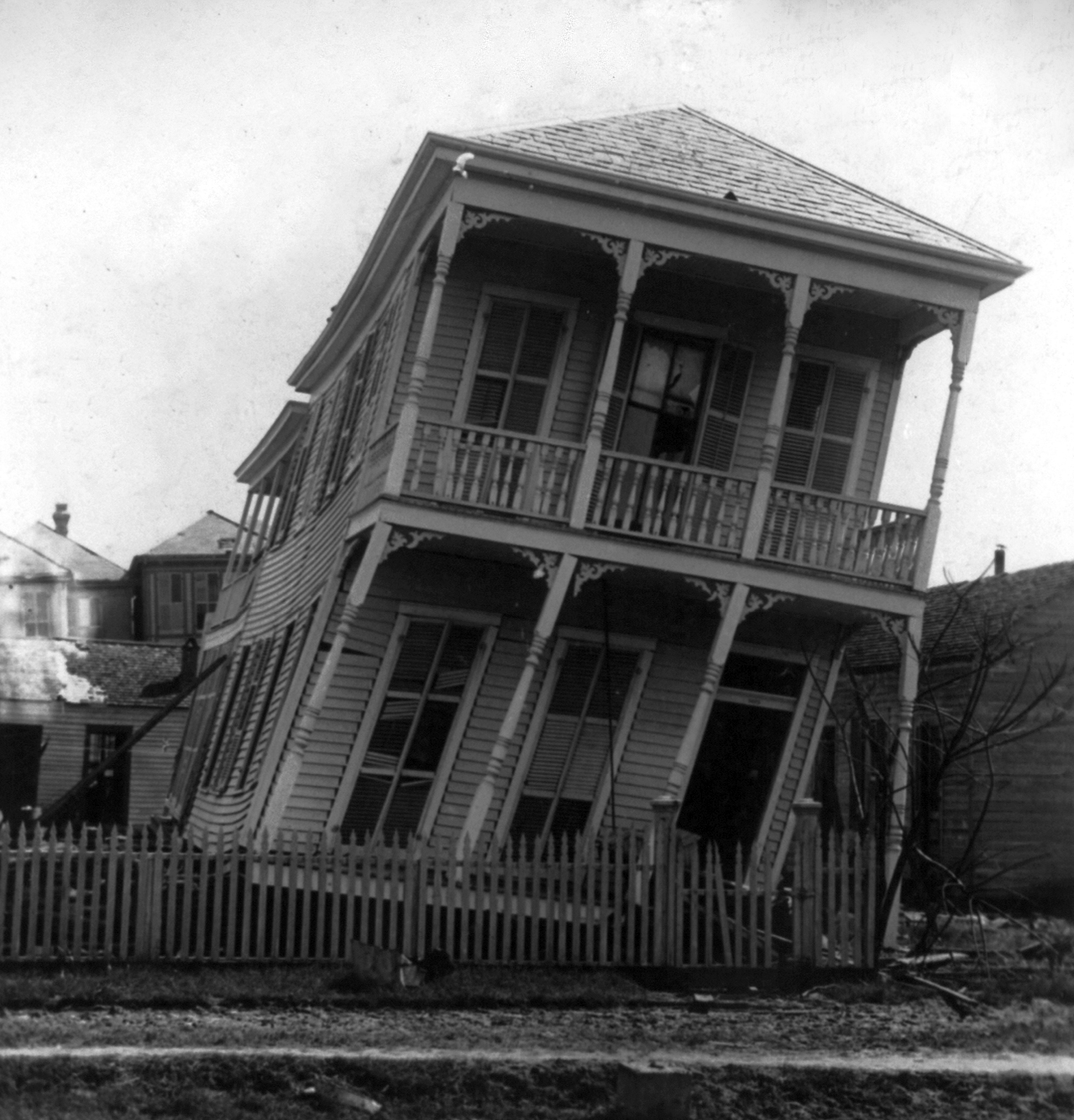
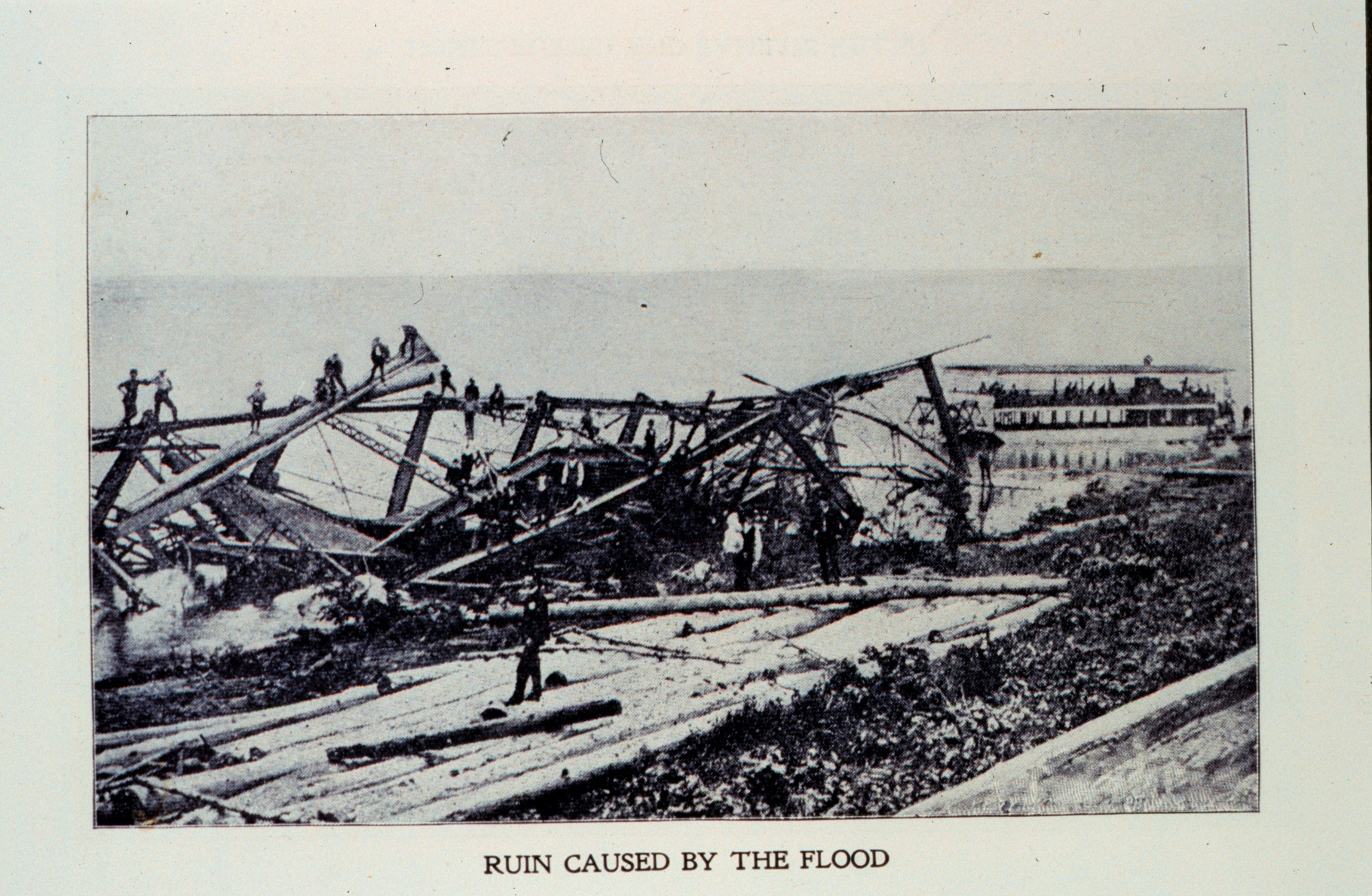
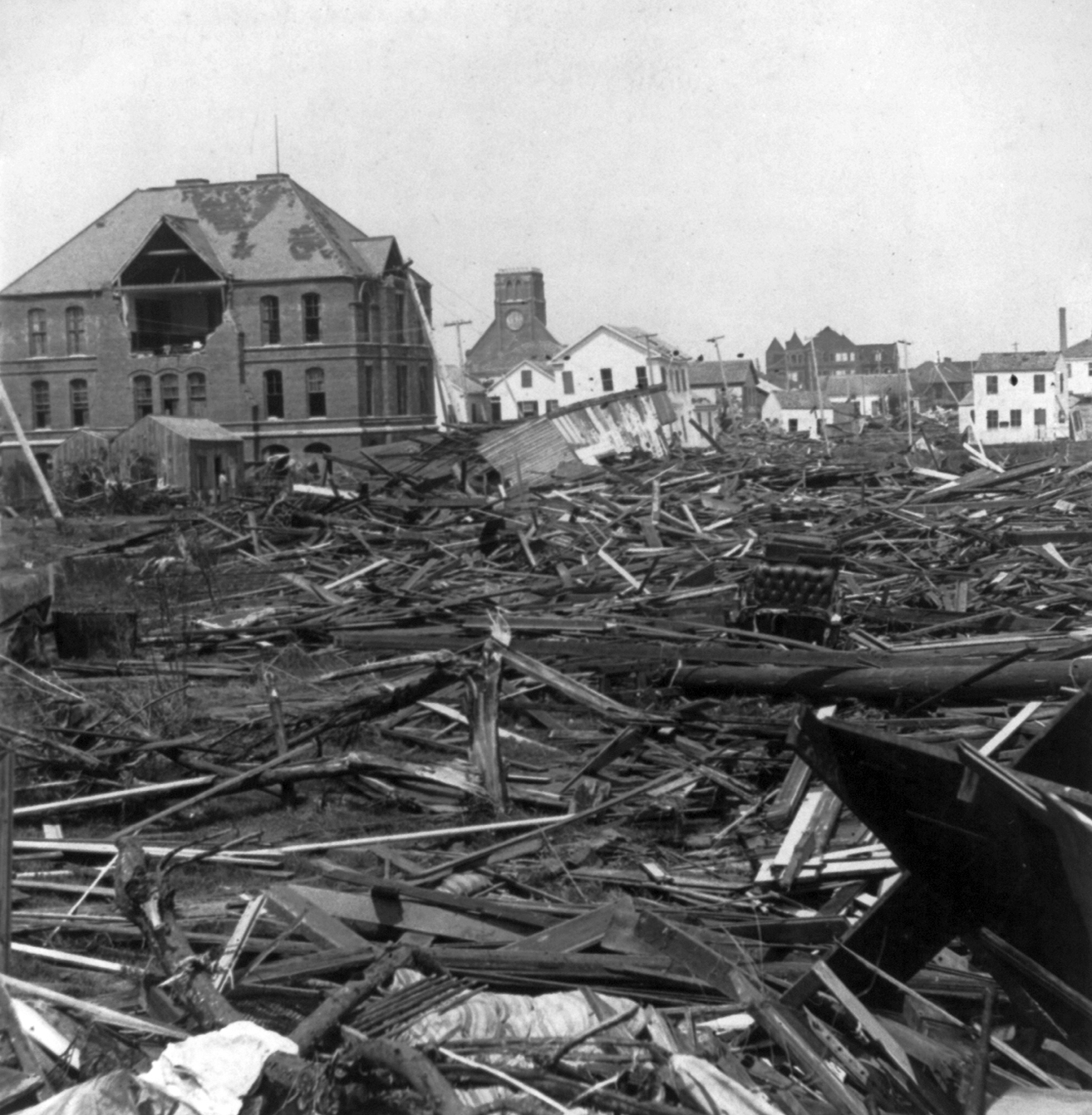